# Arctornis mulunaphtha
Arctornis mulunaphtha är en fjärilsart som beskrevs av Holloway 1999. Arctornis mulunaphtha ingår i släktet Arctornis och familjen tofsspinnare. Inga underarter finns listade i Catalogue of Life.